# Backyard Babies (álbum)
Backyard Babies es el sexto álbum de estudio de la banda de rock Backyard Babies. Se lanzó al mercado en el año 2008 bajo el sello discográfico BMG. Fuck Off and Die, Degenerated y Drool han sido los sencillos promocionales de este disco.

## Lista de canciones
1. "Fuck Off and Die" - 3:48
2. "Degenerated" - 3:39
3. "Come Undone" - 3:41
4. "Drool" - 3:25
5. "Abandon" - 4:21 (Backyard Babies, Thomander, Wikström)
6. "Voodoo Love Bow" - 3:23
7. "Idiots" - 3:07
8. "The Ship" - 3:08
9. "Nomadic" - 3:51 (Backyard Babies, Thomander, Wikström)
10. "Back on the Juice" - 3:37
11. "Where Were You?" - 3:19
12. "Zoe Is a Weirdo" - 1:55
13. "Saved by the Bell" - 3:55

- Datos: Q3632661
- Multimedia: Backyard Babies / Q3632661

Tor's Fight with the Giants